# Peter Zwanzger
Peter Zwanzger (* 1968 in Neuburg an der Donau) ist ein deutscher Psychiater. Seit 2013 ist er Ärztlicher Direktor und Chefarzt am kbo-Inn-Salzach-Klinikum Wasserburg am Inn. Darüber hinaus ist er Professor und Leiter des Forschungsbereichs Angst und Angsterkrankungen an der Klinik für Psychiatrie und Psychotherapie der Ludwig-Maximilians-Universität München.
Peter Zwanzger studierte Medizin an der Ludwig-Maximilians-Universität München. Anschließend absolvierte er seine Facharztausbildung an der Klinik für Psychiatrie und Psychotherapie der Ludwig-Maximilians-Universität München. Von 2002 bis 2003 war er Gastwissenschaftler und DFG-Stipendiat am Institute of Mental Health Research (IMHR) der Universität Ottawa in Canada. Im Jahr 1997 promovierte Peter Zwanzger zum Dr. med. an der Ludwig-Maximilians-Universität München, im Jahr 2006 erfolgte die Habilitation ebenda. Im Jahr 2008 wurde er zum außerordentlichen Professor an der Westfälischen Wilhelms-Universität Münster ernannt. Bis 2013 war Peter Zwanzger als stellvertretender Direktor an der Universitätsklinik für Psychiatrie und Psychotherapie der Westfälischen Wilhelms-Universität Münster tätig. Seit 2013 ist er Ärztlicher Direktor und Chefarzt am kbo-Inn-Salzach-Klinikum Wasserburg am Inn.
Besondere klinische wie wissenschaftliche Schwerpunkte von Peter Zwanzger sind Depressionen, bipolare Störungen, Angsterkrankungen, therapieresistente psychische Erkrankungen, die neurobiologische Regulation bei Angst, Psychopharmakologie und Psychotherapie sowie Verfahren der Neurostimulation, digitale Therapie und therapeutische Anwendungen der Virtuellen Realität. Entsprechend ist Peter Zwanzger in der Focus- bzw. Stern-Ärzteliste als Top-Experte für Angst- und Zwangsstörungen sowie Depressionen genannt. Peter Zwanzger hat zu seinen wissenschaftlichen Schwerpunkten über 200 wissenschaftliche Fachartikel veröffentlicht.
Peter Zwanzger ist Vorstandsmitglied und Kassenführer der Deutschen Gesellschaft für Psychiatrie und Psychotherapie, Psychosomatik und Nervenheilkunde (DGPPN), erster Vorsitzender der Gesellschaft für Angstforschung (GAF) e.V. und wissenschaftlicher Berater des Roman Herzog Instituts München.  Zudem leitet Peter Zwanzger das Referat „Digitale Psychiatrie und Psychotherapie“ der DGPPN. Ehrenamtlich engagiert sich Peter Zwanzger als fachlicher Berater der Deutschen Depressionsliga e.V. und im Stiftungsrat der Stiftung für Seelische Gesundheit.

## Veröffentlichungen
Bücher
- Zwanzger P (Hrsg.): Angst – Medizin. Psychologie. Gesellschaft. Medizinisch Wissenschaftliche Verlagsgesellschaft, 2018, ISBN 978-3-95466-406-1
- Domschke K, Zwanzger P: Das Alphabet der Angst – 200 Fakten rund um unsere wichtigste Emotion Verlag Herder, 2025, ISBN 978-3-451-60886-5

Artikel in Fachzeitschriften (Auswahl)
- Zwanzger P et al. (2021) Virtuelle Realität bei Angsterkrankungen – vom experimentellen Tool zur klinischen Praxis. Fortschr Neurol Psychiatr 89:617-621
- Zwanzger P et al. (2016) Impact of electroconvulsive therapy on magnetoencephalographic correlates of dysfunctional emotional processing in major depression. Eur Neuropsychopharmacol 26:684-692
- Zwanzger P et al. (2014) Inhibitory repetitive transcranial magnetic stimulation (rTMS) of the dorsolateral prefrontal cortex modulates early affective processing. Neuroimage 101:193-203
- Zwanzger P et al. (2013) Acute shift in glutamate concentrations following experimentally induced panic with cholecystokinin tetrapeptide – a 3T-MRS study in healthy subjects. Neuropsychopharmacology 38:1648-1654
- Zwanzger P et al. (2003) Effects of tiagabine on cholecystokinin-tetrapeptide (CCK-4)-induced anxiety in healthy volunteers. Depress Anxiety 18:140-143